# Чечвинське нафтове родовище
Чечвинське нафтове родовище — належить до Бориславсько-Покутського нафтогазоносного району Передкарпатської нафтогазоносної області Західного нафтогазоносного регіону України.

## Опис
Розташоване у Рожнятівському районі Івано-Франківської області на відстані 9 км від м. Рожнятів.
Знаходиться в першому ярусі складок центр. частини Бориславсько-Покутської зони.
Виявлене в 1958 р. Нижньострутинська структура в межах Рожнятівського блоку є асиметричною антикліналлю північно-західного простягання, розміром 3,0х2,6 м, висотою до 800 м.
Перший промисловий приплив нафти отримано в 1980 р. з відкладів нижньоменілітової підсвіти олігоцену з інт. 2832—2852 м.
Поклади пластові, склепінчасті, тектонічно екрановані. Режим Покладів пружний та розчиненого газу. Колектори — пісковики та алевроліти.
Експлуатується з 1982 р. Запаси початкові видобувні категорій А+В+С1: нафти — 981 тис. т; розчиненого газу — 135 млн. м³. Густина дегазованої нафти 854—855 кг/м³. Вміст сірки у нафті 0,09-0,21 мас.%.